# Ciudad Emergente
Ciudad Emergente es un festival de música rock enfocado a artistas jóvenes de trayectoria ascendente. Es organizado por el gobierno de la Ciudad de Buenos Aires y se realiza todos los años en Usina del Arte.

## Historia
Su primera edición fue en el año 2008 en el Centro Cultural Recoleta.
Para el año 2009, el festival repitió el lugar de su primera edición. Tuvo la presencia de nuevas bandas nacionales e internacionales, una programación cinematográfica, ciclos de poesía, entre otras cosas.
En el 2014 se realizó la séptima edición con una concurrencia de más de 250.000 personas. Contó con los shows de bandas como Indios, Los Álamos, Connor Questa y Deny, entre otras; además de muestras de fotografías y la presencia de Fuerza Bruta.
Su undécima edición fue del 3 al 6 de octubre de 2019. Tuvo presentaciones de National Geographic con sus documentales de distintos artistas argentinos, Neo Pistea, Mike Amigorena, Grego Rossello, Conociendo Rusia y Dante Spinetta, entre otros.
El festival se vio interrumpido por la pandemia del COVID-19.